# Setra S 417 UL
De Setra S 417 UL is een bustype dat zowel geschikt is als streekbus als voor tourvervoer. Dit bustype is geproduceerd door de Duitse busfabrikant Setra en is de opvolger van de S 317 UL. De UL in de benaming staat voor Überlandbus, wat weer streekbus betekent. De bus heeft geen verlaagde vloer, waardoor er treden nodig zijn en mindervalide mensen moeilijker de bus in kunnen. De bus kan voorzien worden van een rolstoellift bij de achterste deur. Dit type model heeft twee uitvoeringen, de uitvoering met een front voor openbaar vervoer en de uitvoering met een front voor toerisme (GT-versie). In 2013 werd de businessversie van de S 417 UL versie geïntroduceerd, aangeduid als Setra S 417 UL business.

## Inzet
Dit model bus wordt in Nederland onder andere ingezet door de Dienst Vervoer en Ondersteuning van de Nederlandse Dienst Justitiële Inrichtingen. Dit bedrijf heeft twee bussen en gebruikt deze voor gevangenentransport en daarom zijn deze bussen anders dan de normale touringcars en streekbussen. Zo zijn deze bussen onder andere voorzien van zwaailicht, geblindeerde ramen en een cellencompartiment, hebben een dichte achterwand en zijn deels dicht op de zijkant. Het cellencompartiment bestaat uit vier eenpersoonscellen en twaalf tweepersoonscellen.
Een andere vervoerder die dit bustype gebruikt is Wortman Personenvervoer. Die gebruikt de bus voor zowel gewoon tourvervoer als voor rolstoelvervoer. Tevens had Besseling Travel dit bustype in gebruik, maar deze is begin 2018 terug gegaan naar EvoBus.
| Bedrijf                                    | Aantal    | Series    | Inzet                           | Status            | Opmerking                 |
| Duitsland                                  | Duitsland | Duitsland | Duitsland                       | Duitsland         | Duitsland                 |
| ------------------------------------------ | --------- | --------- | ------------------------------- | ----------------- | ------------------------- |
| Reisedienst Parchim                        | 1         | ??        | Parchim                         |                   |                           |
| Frankrijk                                  |           |           |                                 |                   |                           |
| CTS                                        | 2         | ??        | Straatsburg                     |                   |                           |
| Nederland                                  |           |           |                                 |                   |                           |
| Besseling Travel                           | 1         | 41        | Onbekend                        | Terug naar EvoBus |                           |
| Horn Tours                                 | 1         | BS-NN-04  | Tourvervoer                     |                   |                           |
| Justitiële Dienst Vervoer en Ondersteuning | 2         | 270-??    | Dienst Vervoer en Ondersteuning | In dienst         | Celblokautobus            |
| Snelle Vliet                               | 1         | 314       |                                 | Uit dienst        |                           |
| Van Oeveren                                | 1         | 89        | Zeeland                         | In dienst         |                           |
| Wortman Personenvervoer                    | ??        | ??        | Tourvervoer                     |                   | Voorzien van rolstoellift |

## Verwante bustypen

### Hoge vloer
- Setra S 415 H - 12 meteruitvoering (2 assen)
- Setra S 416 H - 13 meteruitvoering (2 assen)
- Setra S 412 UL - 11 meteruitvoering (2 assen)
- Setra S 415 UL - 12 meteruitvoering (2 assen)
- Setra S 416 UL - 13 meteruitvoering (2 assen)
- Setra S 419 UL - 15 meteruitvoering (3 assen)

### Lage vloer
- Setra S 415 LE Business - 12 meteruitvoering (2 assen)
- Setra S 415 NF - 12 meteruitvoering (2 assen)
- Setra S 416 LE Business - 13 meteruitvoering (2 assen)
- Setra S 416 NF - 13 meteruitvoering (2 assen)